# Magneuptychia tersa
Magneuptychia tersa är en fjärilsart som beskrevs av Otto Staudinger. Magneuptychia tersa ingår i släktet Magneuptychia och familjen praktfjärilar. Inga underarter finns listade i Catalogue of Life.